# Cafetería

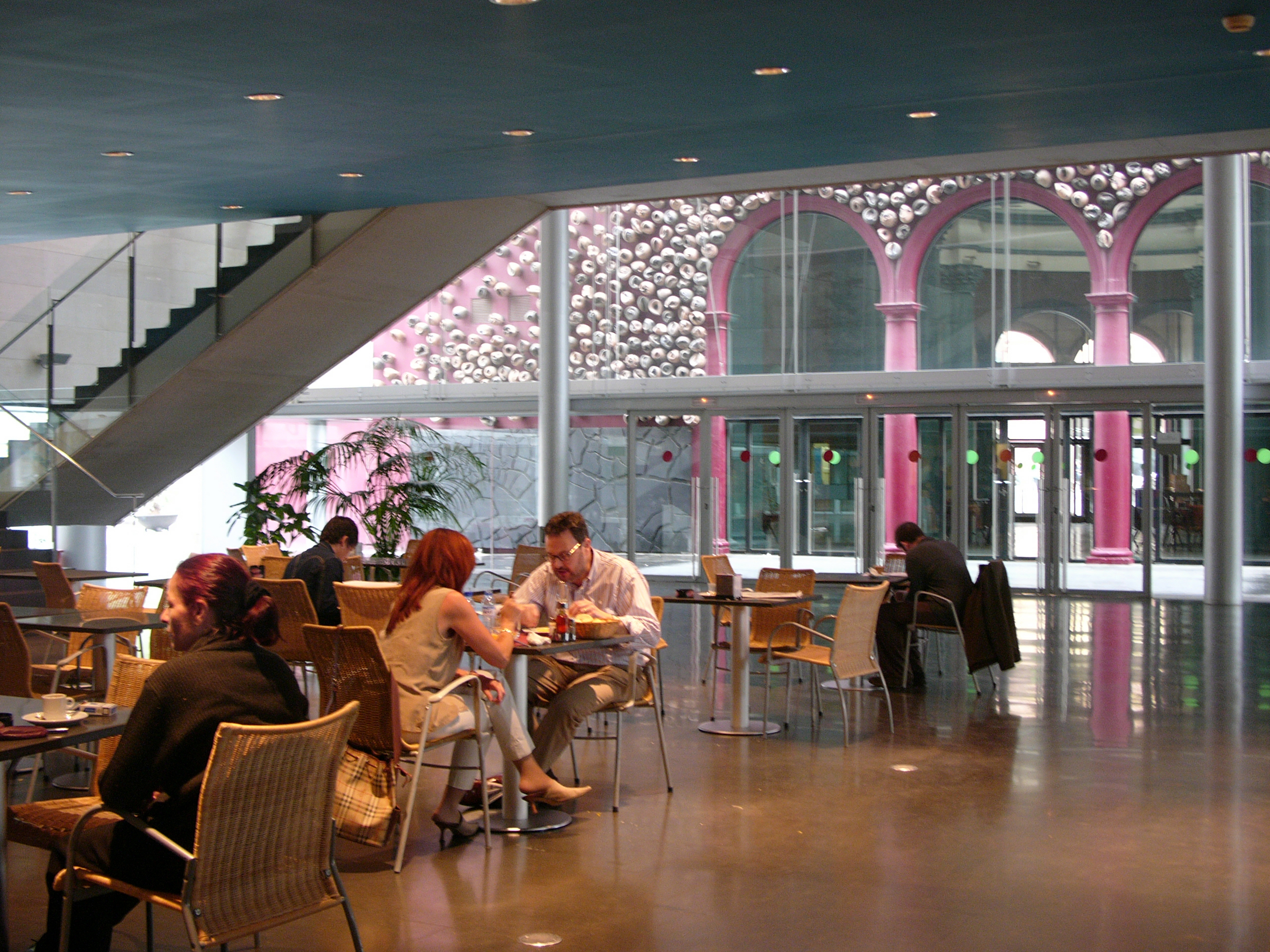
Cafetería del Instituto del Teatro, en Barcelona.

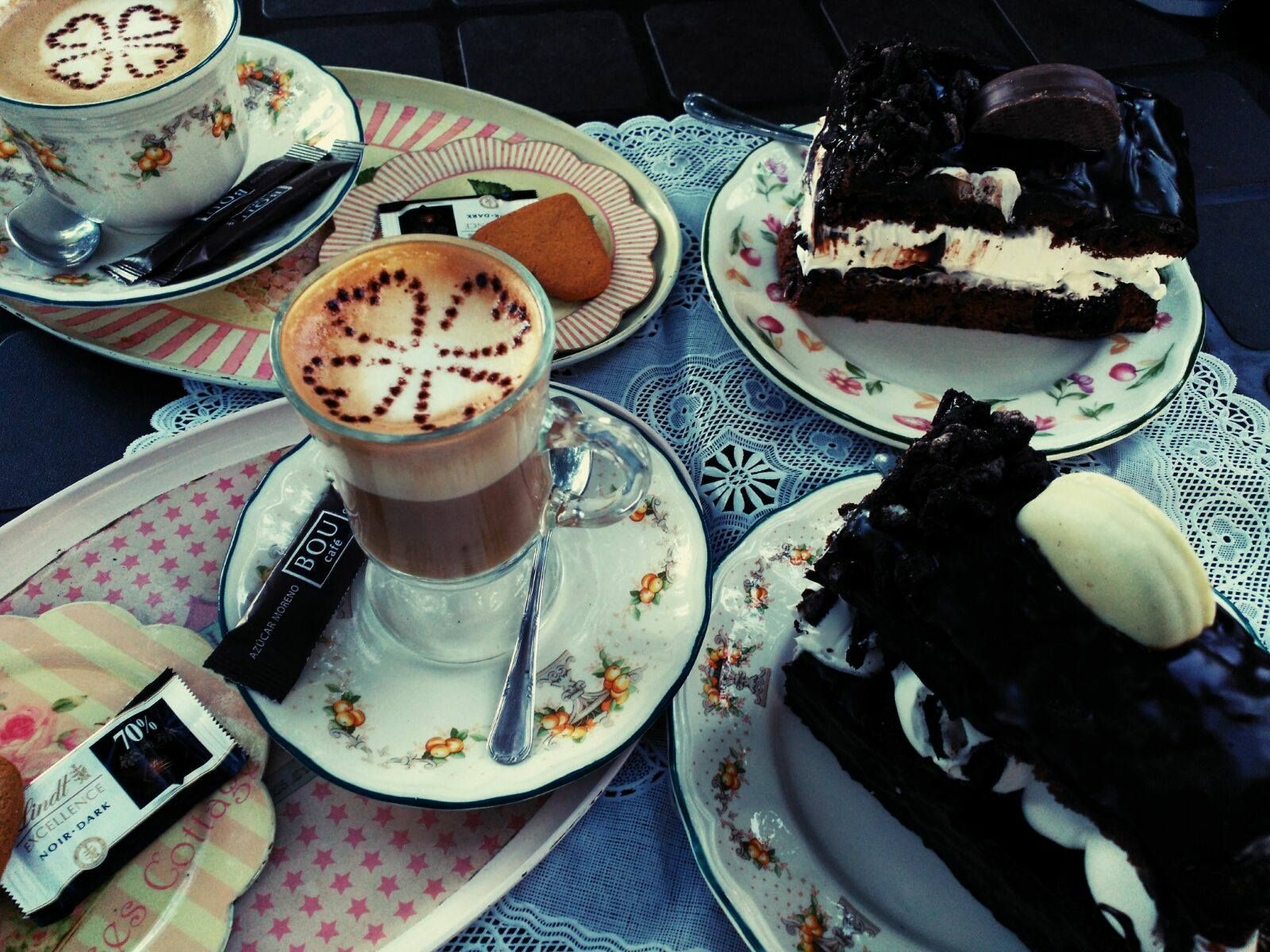
Tarta de oreo y café en Cantabria.

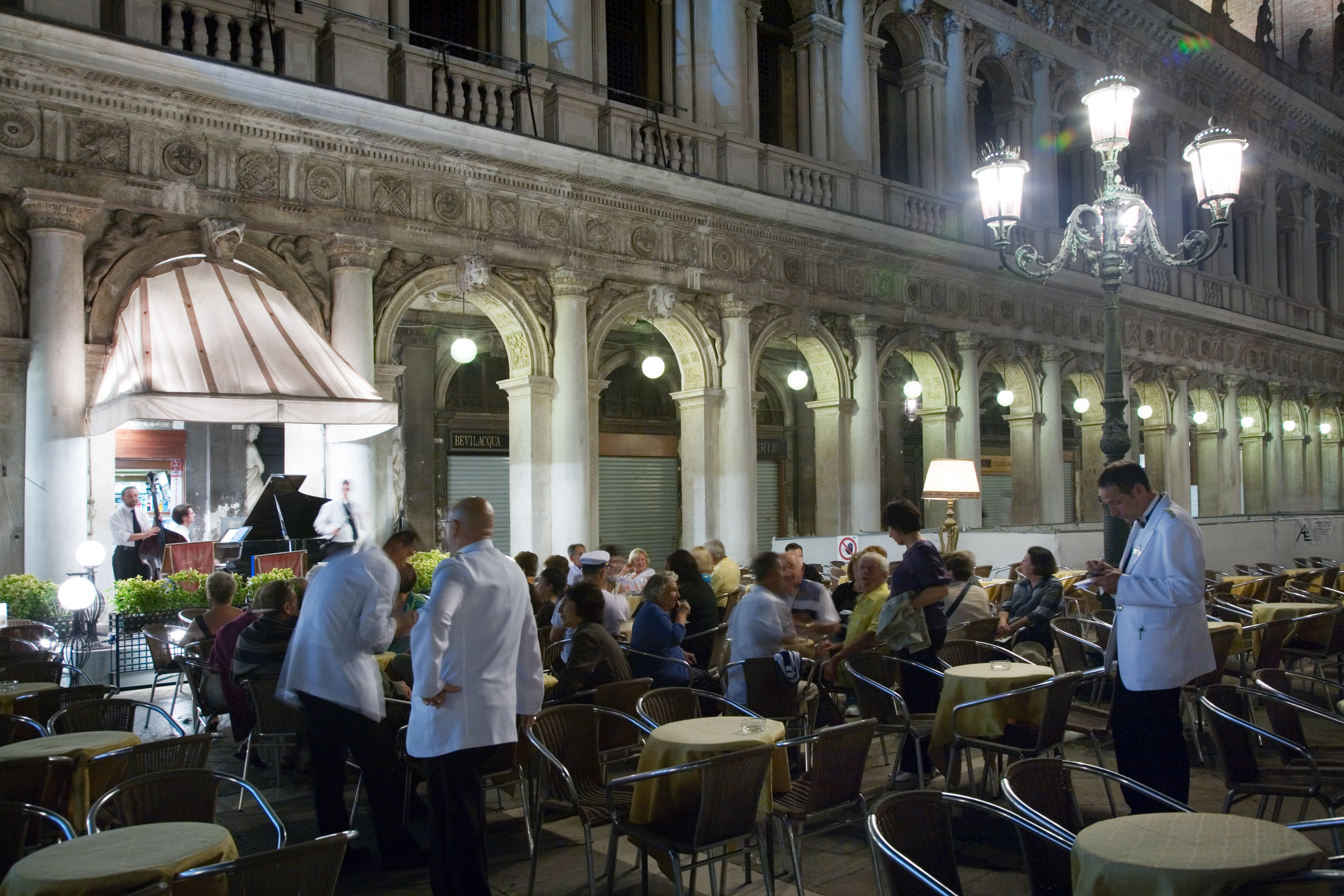
Cafetería en Venecia, Italia.

Una cafetería es un establecimiento de hostelería donde se sirven aperitivos y comidas, generalmente platos combinados, pero no menús o cartas. Una cafetería comparte algunas características con un bar y otras con un restaurante. Principalmente se caracteriza por realizar el servicio en barra, y las posibilidades de consumir alimento son básicas. El servicio es rápido, express.
En algunos países se le llama cafetería a un restaurante donde no se ofrece servicio de camareros, y donde los clientes utilizan una bandeja, para pasar a una barra de menús y escoger sus platos, y luego pasar por la caja para pagar, principalmente en centros comerciales, de trabajo y escuelas.
En lugares como Estados Unidos, una cafetería, generalmente, no ofrece bebidas alcohólicas. Se enfoca específicamente en el café, té o chocolate con leche. Otras opciones pueden variar entre pan, caldo, sándwiches, y postres que complementan su comercio. En los Estados Unidos, las cafeterías de las escuelas de enseñanza primaria y secundaria tradicionalmente no ofrecen bebidas alcohólicas ni café, dado que principalmente son espacios de comedores.
Las cafeterías son habituales en cualquier lugar donde exista tráfico de gente con poco tiempo para un refrigerio; por ejemplo, en las inmediaciones de lugares de trabajo, en las escuelas, estaciones de tren o aeropuertos.
Cuando estos locales son de tamaño reducido y/o se ubican en espacios tales como parques o instituciones educativas pueden recibir el nombre de cafetín. Por otra parte, cafetucho es usado despectivamente. También existen diferentes comercializadoras de café que establecen sus propias redes de cafeterías, de gestión propia o a través de franquicias.
La tradición del café como lugar de reunión, para discutir, pasar el tiempo, y no solo un sitio para consumir, es representativo de algunas ciudades del mundo. A esa tradición pertenecen en la cultura occidental ciudades como París, Viena, Londres, donde con la excusa del café se pasa el tiempo, mientras que en países que son grandes consumidores de café, como Italia, el tiempo destinado al sitio es mínimo.

## Historia

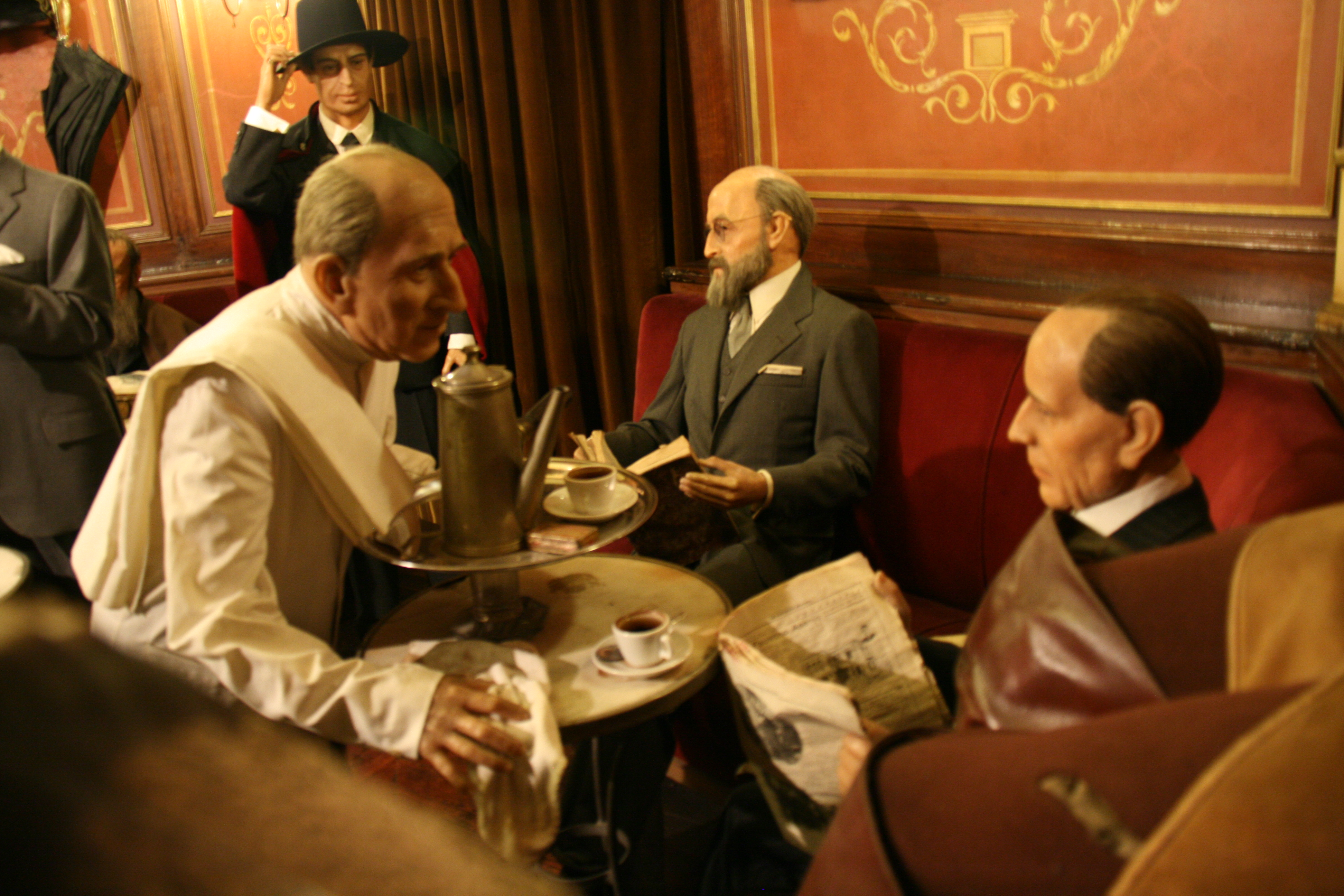
Escena en el museo de cera de Madrid que recrea un café de principios del.

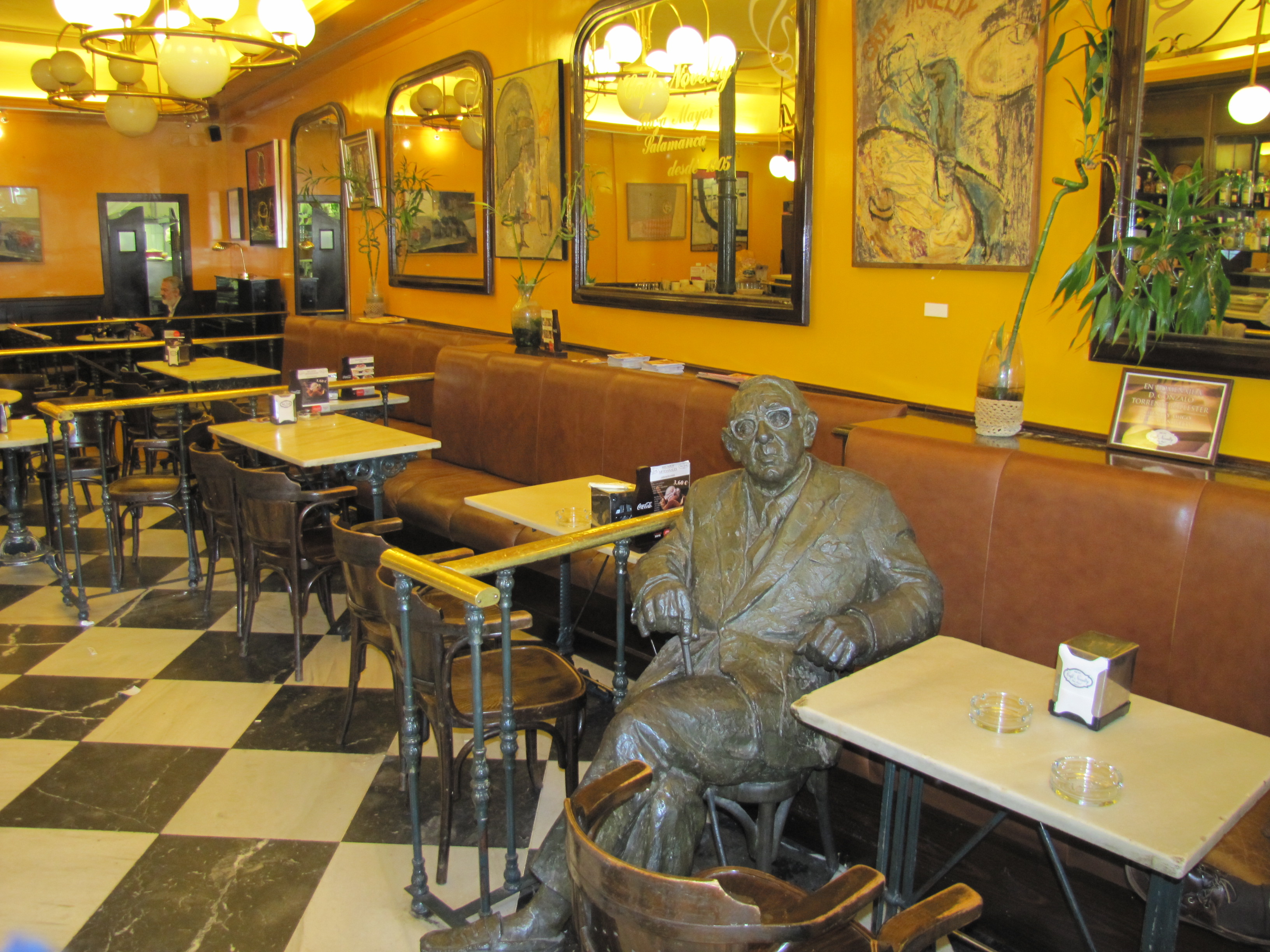
Estatua de Fernando Mayoral dedicada a Gonzalo Torrente Ballester, en el centenario Café literario Novelty, en la Plaza Mayor de Salamanca.

Las primeras cafeterías comenzaron a abrir en Estambul en el año 1550, y a partir de ese momento su número rápidamente creció. Dichos establecimientos eran puntos de encuentro para los turcos, quienes se reunían a discutir temas de hombres y de esta manera poder escapar de la vida cotidiana. Si bien los sultanes intentaron en muchas ocasiones prohibir las cafeterías, no lograron obtener resultados positivos, puesto que eso hubiese perjudicado el alto impuesto que obtenía del comercio del café en Europa y los territorios del Imperio otomano.
Pronto la costumbre de las cafeterías se extendió por los territorios en los Balcanes del Imperio otomano, y se presume que el concepto entró a la Europa cristiana a través del Reino de Hungría, puesto que este era constantemente mediador entre el Sacro Imperio Romano Germánico y los Otomanos. Entre una de las primeras cafeterías europeas establecidas sobre la base de las turcas fue conocida como La Bottega del Caffé, en Venecia en el año 1624.
Posteriormente concepto se extendió ampliamente por Europa, y en 1652 fue instalada en París la primera de las posteriormente famosas cafeterías parisinas con el nombre de Café Procope, frecuentada por hombres ilustres como Voltaire, Diderot, Rousseau y Benjamín Franklin entre otros. En 1692 se abrió la primera cafetería en la ciudad de Londres. Luego ocurrió lo mismo en Berlín, en Viena y Budapest. Las cafeterías se convirtieron en lugares de reunión de filósofos e intelectuales, donde se discutía y se intercambiaban ideas. El carácter de las cafeterías como lugar de contacto humano y de conversación se mantiene hasta nuestros días. En España, a finales del siglo XIX y principios del XX, también los intelectuales comenzaron a reunirse en cafeterías, algunas de las cuales a día de hoy son auténticas instituciones: Café Zúrich (Barcelona, 1862), Café Gijón (Madrid, 1888), Café Iruña (Pamplona, 1888), Café Iruña (Bilbao, 1903), Café Novelty (Salamanca), Café Navarra (Barcelona, 1889) o el Café de Fornos (Madrid, 1907), entre otros.